# Oranjerie van het kasteel Terlinden

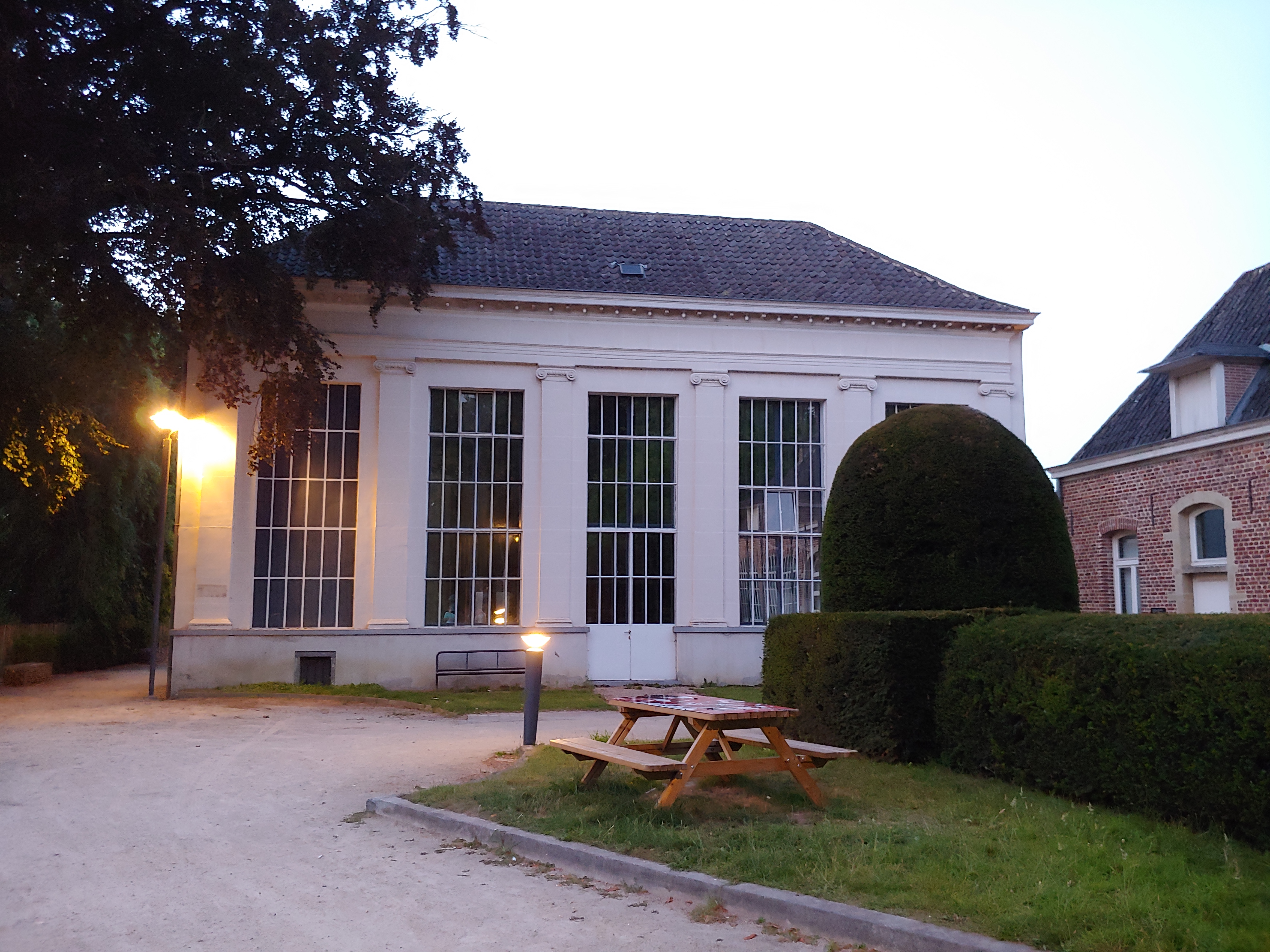
De oranjerie

De voormalige Oranjerie van het kasteel Terlinden is een onderdeel van de Bibliotheek Aalst - filiaal Terlinden, een bibliotheek in Aalst in de Belgische provincie Oost-Vlaanderen. Het bevindt zich op de Square Geerinckx 2.
Het is een filiaal van Utopia Aalst sinds 2018.

## De oranjerie
Het Koninklijke Commissie voor Monumenten en Landschappen motiveert de bescherming is als volgt: "omwille van het algemeen belang gevormd door de historische waarde ervan als buiten de wal gelegen oranjerie uit de tweede helft van de 18e eeuw, met een gevel die geleed wordt door pilasters met Ionische kapitelen onder entablement en grote horizontaal afgedekte glaspartijen die de traveeën markeren." Het gebouw is een neoclassicistische oranjerie.

## Galerij

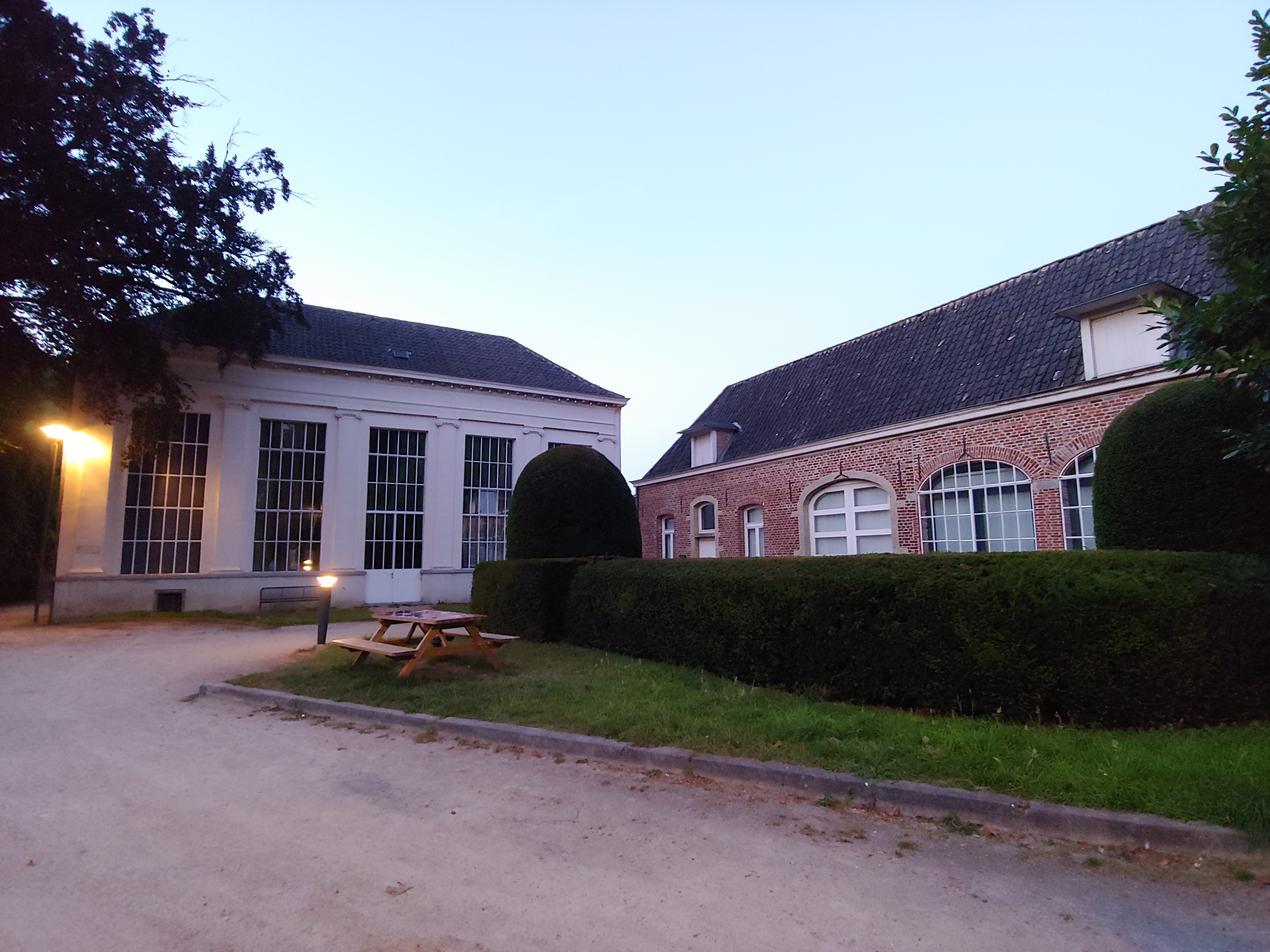
De bibliotheek en de oranjerie die thans functioneert als deel van de bibliotheek.